# Halve marathon van Egmond 1997
De halve marathon van Egmond 1997 vond plaats op zondag 12 januari 1997. Het was de 25e editie van deze halve marathon. De wedstrijd had dit jaar in totaal 6500 inschrijvingen.
De wedstrijd, die werd gelopen met hevige ijzel, werd gewonnen door de Keniaan John Kiprono bij de mannen en door zijn landgenote Tegla Loroupe bij de vrouwen. Voor Kiprono was dit zijn eerste overwinning, voor Loroupe haar vijfde.

## Uitslagen

### Mannen
| pos. | atleet              | land                | tijd    |
| ---- | ------------------- | ------------------- | ------- |
| 1    | John Kiprono        | Kenia               | 1:05.07 |
| 2    | Elijah Lagat        | Kenia               | 1:05.08 |
| 3    | Paul Evans          | Verenigd Koninkrijk | 1:05.28 |
| 4    | Tadesse Woldemeskel | Ethiopië            | 1:05.37 |
| 5    | Aiduna Aitnafa      | Ethiopië            | 1:05.42 |
| 6    | Robert Smits        | Nederland           | 1:06.03 |
| 7    | Oleg Otmakhov       | Rusland             | 1:06.07 |
| 8    | Luc Krotwaar        | Nederland           | 1:06.11 |
| 9    | Jacob Losian        | Kenia               | 1:06.21 |
| 10   | Tekeye Gebrselassie | Ethiopië            | 1:06.24 |

### Vrouwen
| pos. | atlete            | land             | tijd    |
| ---- | ----------------- | ---------------- | ------- |
| 1    | Tegla Loroupe     | Kenia            | 1:13.03 |
| 2    | Marleen Renders   | België           | 1:13.55 |
| 3    | Susan Chepkemei   | Kenia            | 1:14.41 |
| 4    | Anne van Schuppen | Nederland        | 1:16.10 |
| 5    | Kristijna Loonen  | Nederland        | 1:16.33 |
| 6    | Marina Belyayeva  | Rusland          | 1:17.09 |
| 7    | Wilma van Onna    | Nederland        | 1:18.07 |
| 8    | Inge Schuurmans   | Verenigde Staten | 1:18.16 |
| 9    | Linda Milo        | België           | 1:18.35 |
| 10   | Mieke Hombergen   | Nederland        | 1:21.13 |

1973 ·
1974 ·
1975 ·
1976 ·
1977 ·
1978 ·
1979 ·
1980 ·
1981 ·
1982 ·
1983 ·
1984 ·
1985 ·
1986 ·
1987 ·
1988 ·
1989 ·
1990 ·
1991 ·
1992 ·
1993 ·
1994 ·
1995 ·
1996 ·
1997 ·
1998 ·
1999 ·
2000 ·
2001 ·
2002 ·
2003 ·
2004 ·
2005 ·
2006 ·
2007 ·
2008 ·
2009 ·
2010 ·
2011 ·
2012 ·
2013 ·
2014 ·
2015 ·
2016 ·
2017 ·
2018 ·
2019 ·
2020 ·
2021 ·
2022 ·
2023 ·
2024 ·
2025